# Fernão Ferro
Fernão Ferro is een plaats (freguesia) in de Portugese gemeente Seixal en telt 10.753 inwoners (2001).